# Ismael Pérez "Poncianito"
Ismael Pérez, conocido como “Poncianito” (Ciudad de México, México; 9 de junio de 1941) es un actor infantil de la época de oro del cine mexicano. Por sus peculiares actuaciones recibió tres nominaciones a los Premios Ariel, otorgado por la Academia Mexicana de Artes y Ciencias Cinematográficas. Su mote surgió debido a que el primer papel que interpretó era llamado así y el prestigiado fotógrafo Gabriel Figueroa sugirió que lo retuviera para su carrera.

## Datos relevantes
Ismael López Arce y Siu nació en la popular Colonia Guerrero de la Ciudad de México el 9 de junio de 1941, a los 5 años inicia su carrera actoral en la emblemática cinta Rio Escondido, protagonizada por María Félix y dirigida por Emilio “Indio” Fernández, que a la postre se convertiría en su protector. Su buen desempeño le valió que el reacio director lo llamara nuevamente para trabajar con él en Maclovia (1948), Víctimas del pecado (1951), La bienamada (1951), Siempre tuya (1952) y La rebelión de los colgados (1954). Mención aparte merece su participación en la considerada mejor cinta del Indio: Pueblerina (1948), protagonizada por Columba Domínguez y Roberto Cañedo.
Se convirtió en uno de los rostros infantiles que con más frecuencia aparecieron en las cintas de la época de oro del cine mexicano, a la par de sus trabajos con Fernández participó en otras cintas importantes como Soy charro de levita (1949) y El rey del barrio (1950), con Tin Tan, esta última considerada la mejor cinta del cómico, Inmaculada (1950) de Julio Bracho y que representó la consagración como reina del melodrama de Rosario Granados, Bullfighter and the Lady (1951), protagonizada por el astro mexicano afincado en Hollywood Gilbert Roland y que fue su única aparición en el cine estadounidense,  El papelerito (1951), La bestia magnífica (1953) con Miroslava y Orquídeas para mi esposa (1954) con Marga López y Jorge Mistral.
Su última cinta fue El camino de la vida en 1956. El que ya se lo considerara demasiado mayor para los papeles infantiles hizo que fuera relegado por nuevos rostros, por lo que se retiró del ambiente cinematográfico. En marzo de 2012 hace una aparición pública en la presentación de un libro biográfico sobre Germán Valdés “Tin Tan” y en la que contó algunas anécdotas compartidas con el cómico.

## Reconocimientos

### Premios Ariel
| Año  | Categoría          | Película            | Resultado |
| ---- | ------------------ | ------------------- | --------- |
| 1949 | Actuación infantil | Maclovia            | Nominado  |
| 1950 | Actuación infantil | Pueblerina          | Nominado  |
| 1952 | Actuación infantil | Víctimas del pecado | Nominado  |